# 81 TCN
Năm 81 TCN là một năm trong lịch Julius. 